# Amygdalops thomasseti
Amygdalops thomasseti is een vliegensoort uit de familie van de Anthomyzidae. De wetenschappelijke naam van de soort is voor het eerst geldig gepubliceerd in 1914 door Lamb.